# Paulo Jorge Camões Martins
Paulo Jorge Camões Martins, noto anche con lo pseudonimo di Paulinho (Portimão, 12 marzo 1983), è un ex giocatore di calcio a 5 portoghese.

## Palmarès

### Competizioni nazionali
- Campionato portoghese: 5
  - Sporting CP: 2010-11, 2012-13, 2013-14, 2015-16 e 2016-17
- Coppa del Portogallo: 4
  - Belenenses: 2009-10
  - Sporting CP:2010-11, 2012-13 e 2015-16